# Hagar International
Hagar International est une organisation humanitaire internationale à but non lucratif basée en Suisse qui offre des services et une assistance aux personnes qui ont échappé à l'esclavage sexuel et/ou à la traite des êtres humains,,,.

## Actions
L'objectif de l'organisation est axé sur l'aide aux victimes dans leur parcours de rétablissement et a été fondé au Cambodge en 1994 par Pierre Tami. Hagar a commencé à fournir des services à l'Afghanistan et au Vietnam en 2009. Il s'est étendu au Myanmar en 2014. Hagar International est connu pour travailler avec des victimes masculines en plus des femmes et des enfants. L'un des principaux objectifs est d'aider les victimes à atteindre la stabilité et l'indépendance financière grâce à une formation axée sur les compétences et à des programmes d'opportunités d'emploi,. Hagar International recommande un processus continu qui commence avec la victime, puis la famille de la victime, et aide finalement à les intégrer dans la communauté. L'organisation travaille souvent directement avec les gouvernements locaux et fédéraux pour améliorer les services sociaux,. Plusieurs enfants de leurs écoles spéciales de « rattrapage » ont pu obtenir leur diplôme et aller à l'université. Ils ont une unité de protection juridique, qui a été créée en 2011, et aide à fournir des services juridiques et une représentation devant les tribunaux.
Hagar International a été nommé d'après le personnage biblique Hagar du livre de la Genèse. Hagar, une esclave, a été violée et mise enceinte par son maître, puis maltraitée par la femme jalouse de son maître. Agar s'est enfuie, mais a été forcée par Dieu de retourner en esclavage et d'avoir pour époux le fils de son maître. L'objectif de Hagar International est d'aider les personnes comme Hagar qui souffrent d'abus sexuels,.